# Zima

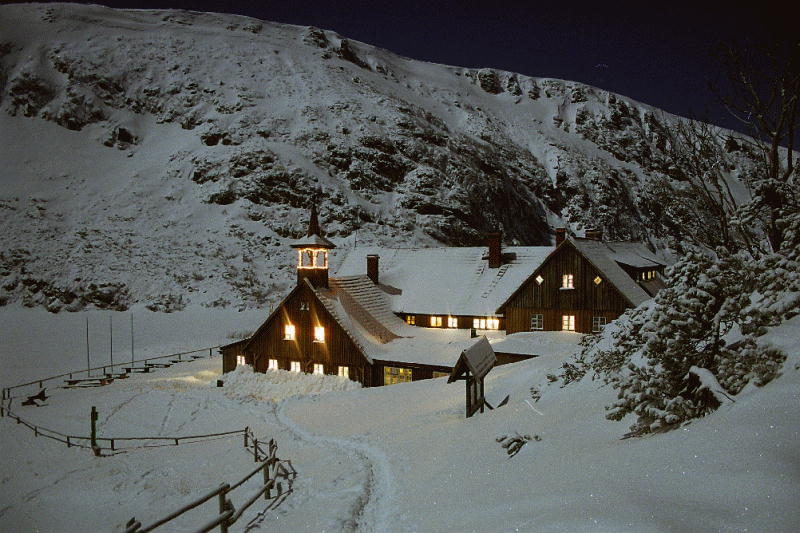
Zima w Sudetach

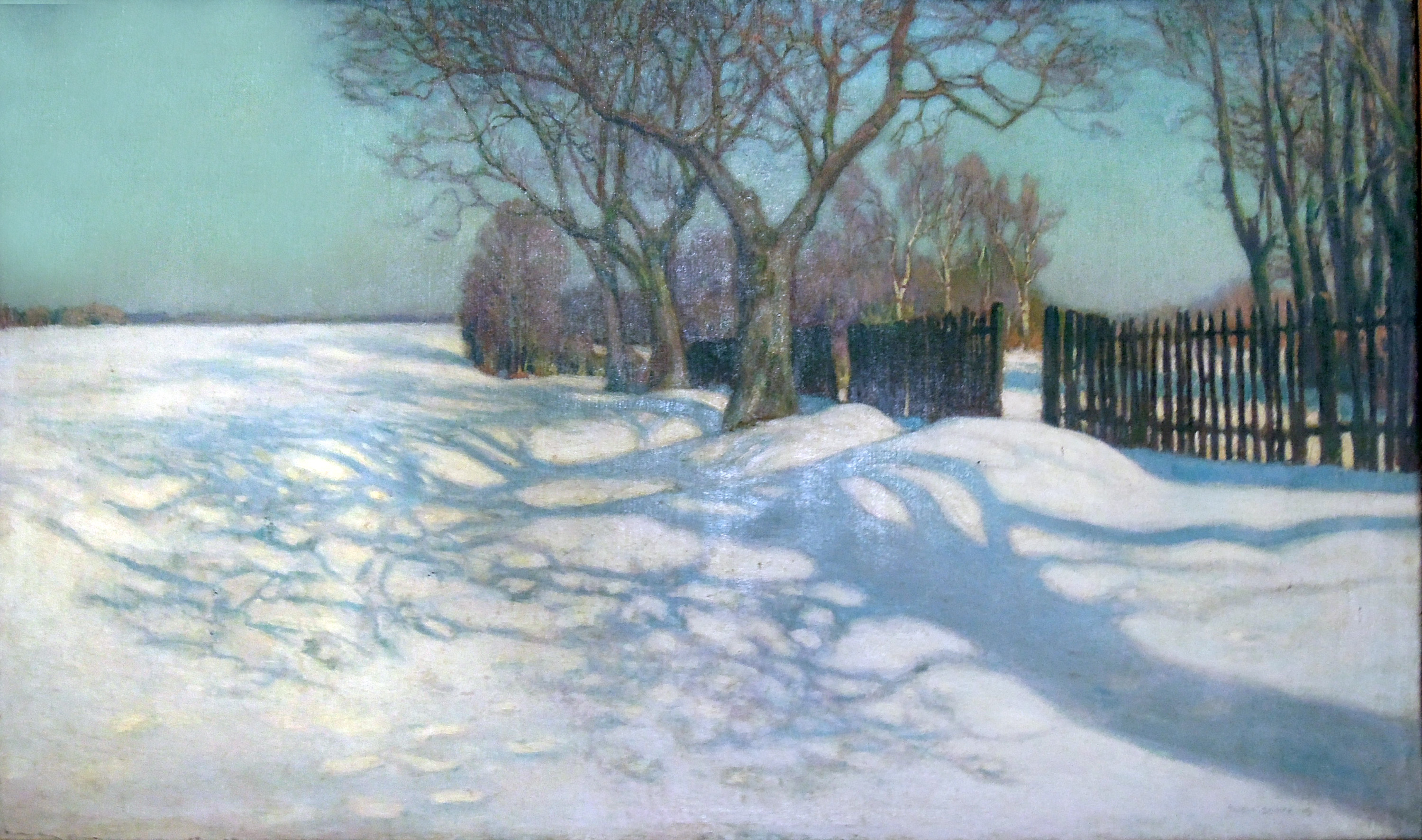
Obraz Teodora Ziomka „Szron”

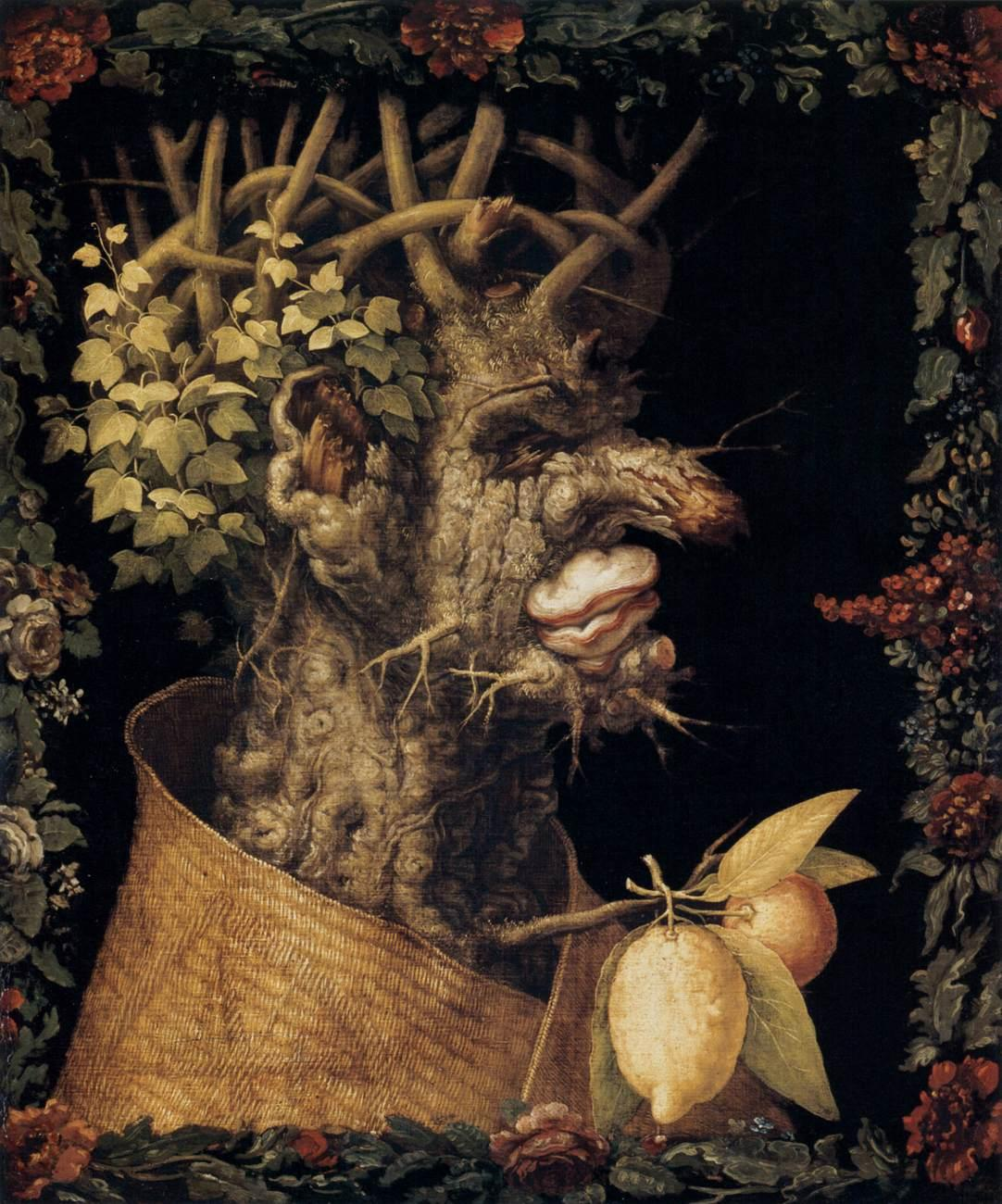
Giuseppe Arcimboldo – „Zima”

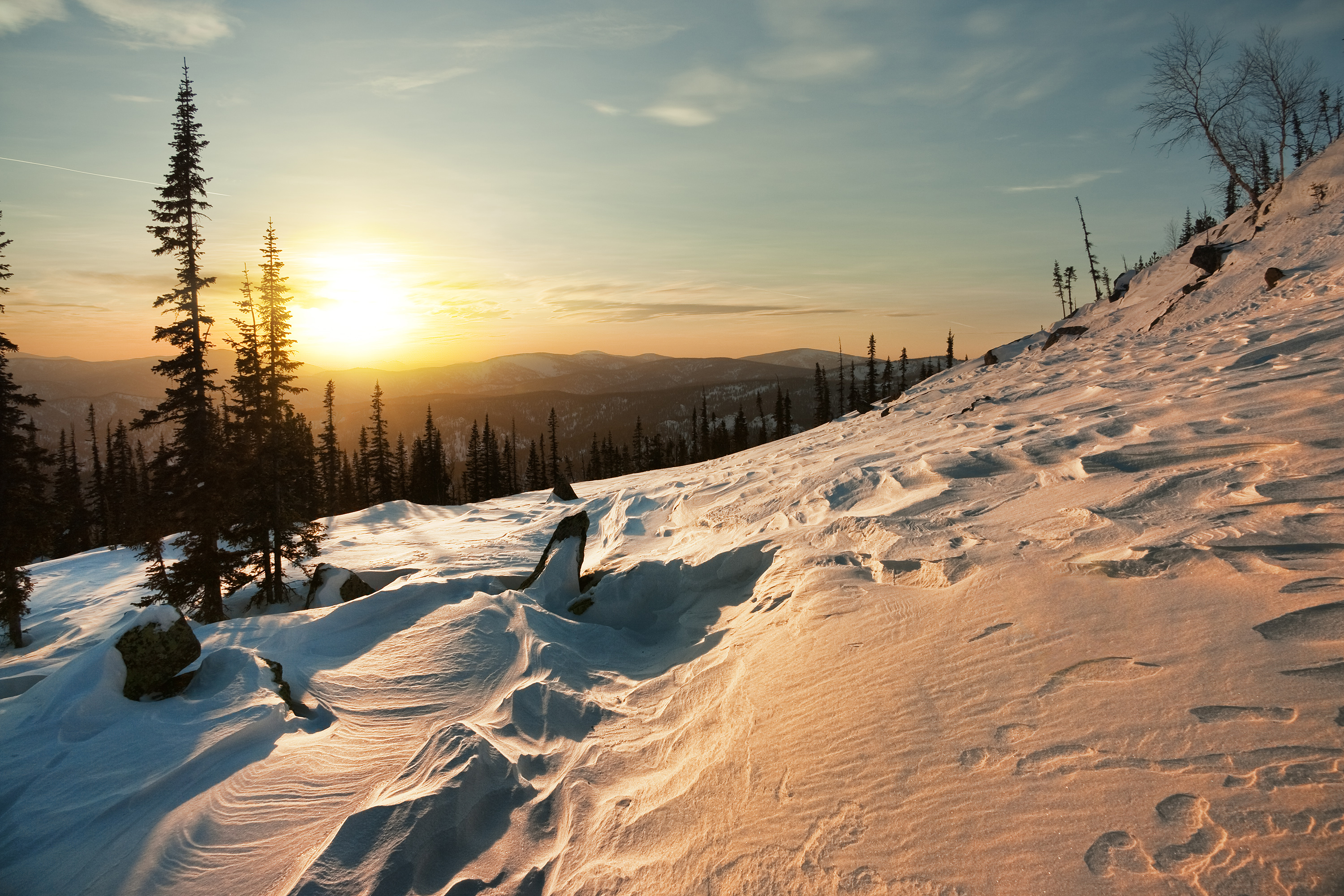
Zima na Syberii

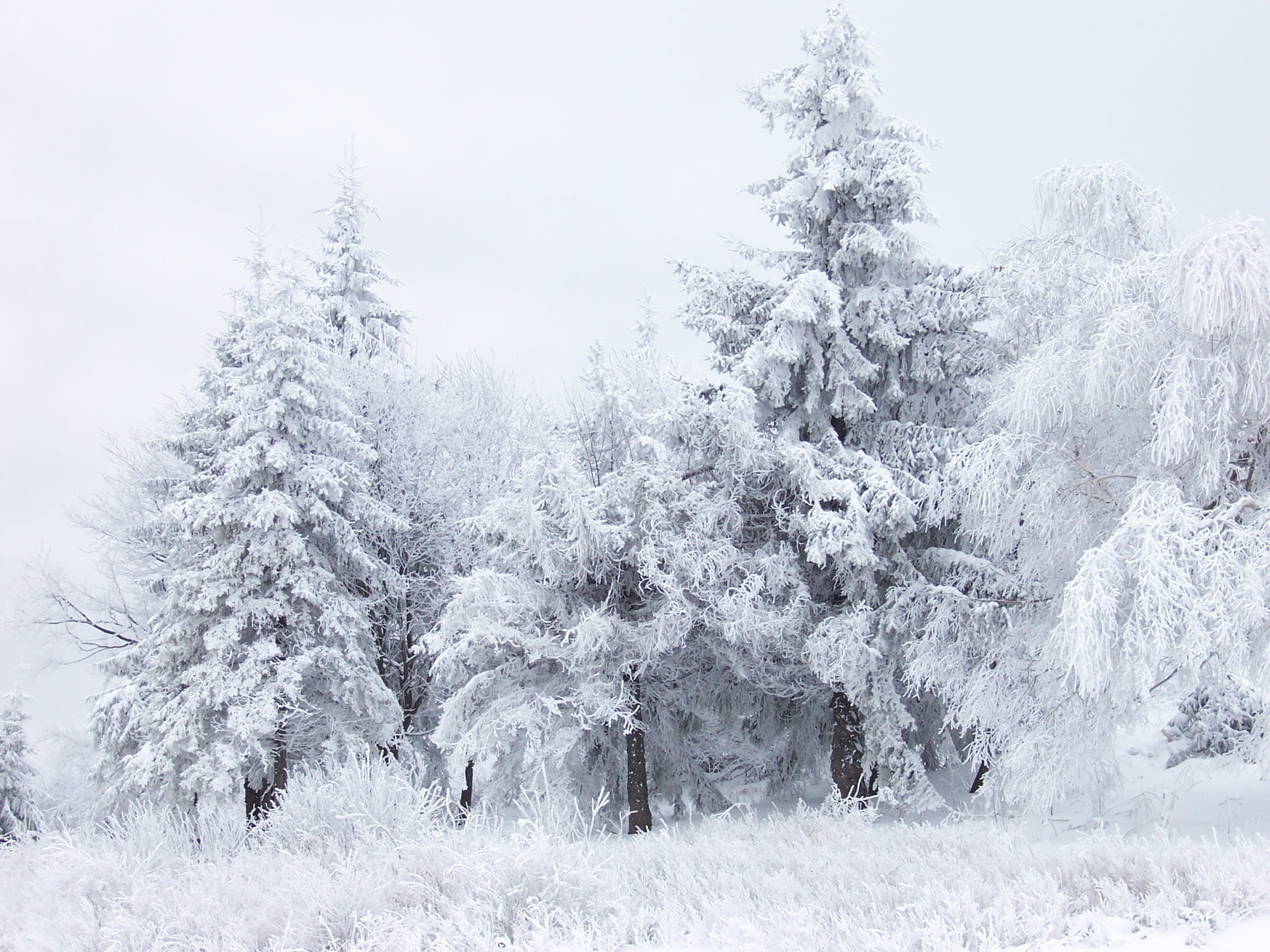
Zima w Bułgarii

Przeciętne miesięczne temperatury na Ziemi

Zima – jedna z czterech pór roku w przyrodzie, w strefie klimatu umiarkowanego. Charakteryzuje się najniższymi temperaturami powietrza w skali roku, umiarkowaną ilością opadu atmosferycznego, zazwyczaj zestaloną (zamarzniętą) formą opadu i osadu atmosferycznego, a większość świata roślin i zwierząt przechodzi okres uśpienia.
Zima astronomiczna rozpoczyna się w momencie przesilenia zimowego i trwa do momentu równonocy wiosennej, co w przybliżeniu oznacza na półkuli północnej okres pomiędzy 22 grudnia a 21 marca.
Podczas zimy astronomicznej dzienna pora dnia jest krótsza od pory nocnej, jednak z każdą kolejną dobą dnia przybywa, a nocy ubywa.
Za zimę klimatyczną przyjmuje się okres roku, w którym średnia dobowa temperatura powietrza spada poniżej 0 °C. Zasadniczo zimę poprzedza jesień, jednak pomiędzy tymi okresami znajduje się klimatyczny etap przejściowy – przedzimie. Podobnie zimę od wiosny oddziela przedwiośnie.
Dla półkuli południowej wszystkie opisane daty i zjawiska są przesunięte o pół roku. Za miesiące zimowe na półkuli północnej uznaje się grudzień, styczeń i luty, a na południowej czerwiec, lipiec i sierpień.

## Rośliny
Większość roślin zimuje w formie nasion lub podziemnych kłączy, cebul i bulw. Na powierzchni pozostają tylko bezlistne krzewy i drzewa liściaste oraz zimozielone krzewy i drzewa iglaste. Śnieg pokrywający drzewa chroni je przed przemarzaniem, a szadź jest zjawiskiem występującym tylko w zimie, gdy jest mgła i mróz.

## Zwierzęta
Zwierzęta bezkręgowe i kręgowce zmiennocieplne pozostają w ukryciu przez całą zimę. Tylko ptaki i niektóre ssaki są aktywne niezależnie od temperatury otoczenia. Ryby przeżywają zimę w wodzie pod lodem pod warunkiem, że przez przeręble odbywać się będzie jej przewietrzanie.

## Święta związane z zimą

### Boże Narodzenie
W religii chrześcijańskiej święto upamiętniające narodziny Jezusa Chrystusa. Jest to stała uroczystość liturgiczna przypadająca na 25 grudnia. Świętom Bożego Narodzenia towarzyszy zwyczaj ubierania choinki, który pojawił się w Polsce około 100 lat temu. Tradycyjnie drzewko ozdabia się w wigilię.

### Wigilia Nowego Roku i Nowy Rok
Święto pożegnania starego i powitania Nowego Roku narodziło się na przełomie XIX i XX wieku. Początkowo obchodzono je tylko w bogatszych warstwach społeczeństwa, stopniowo zwyczaj rozpowszechniał się na szerszą skalę. Na początku XX wieku pojawiły się lokalne zwyczaje przeżywania nocy sylwestrowych. Zwyczaj rozpoczynania nowego roku od pierwszego dnia stycznia wprowadził Gajusz Juliusz Cezar. Rzymianie czcili w ten dzień Janusa, boga bram, drzwi i początków. Wiele języków, w tym angielski i niemiecki przejęły właśnie od Janusa nazwę miesiąca styczeń (ang. January, niem. Januar). Wcześniej Rzymianie nowy rok witali 1 marca, dlatego też w wielu językach zapożyczone nazwy września, października, listopada i grudnia, czyli 9., 10., 11. i 12. miesiąca roku pochodzą od łacińskich liczebników septem, octo, novem, decem (7, 8, 9, 10). Pierwszym w historii rokiem rozpoczętym 1 stycznia był rok DCCVIII Ab Urbe Condita, tzn. 708 rok od założenia Miasta (Rzymu), czyli według obecnie stosowanej rachuby czasu 46 r. p.n.e.

### Jare Święto
Jare Święto przypada na koniec zimy, podczas niego praktykowany jest zwyczaj topienia Marzanny(Lalka ze słomy).

## Energia elektryczna
Zużycie energii elektrycznej zimą jest dużo większe niż latem. To dlatego, że w tym okresie dni są najkrótsze, a temperatura powietrza spada znacznie poniżej zera. Uwzględniając względy ekologicznie, ogranicza się ogrzewanie zasilane przez spalanie węgla. Alternatywą dla ogrzewania węglowego jest między innymi ogrzewanie elektryczne.

## Sporty i zabawy zimowe
Zimą rozpowszechnione są różne sporty i zabawy.

### Zabawy związane ze śniegiem i lodem
- jazda na sankach
- lepienie bałwana
- narciarstwo
- rzucanie śnieżkami
- snowboarding
- bobsleje
- łyżwiarstwo
- wędkarstwo podlodowe
- morsowanie
- hokej na lodzie
- curling
- ice speedway